# جيري ماهوني
جيري ماهوني (بالإنجليزية: Mike Mahoney)‏ هو لاعب كرة قاعدة أمريكي، ولد في 19 ديسمبر 1860 في لوويل في الولايات المتحدة، وتوفي بنفس المكان في 1 أبريل 1947.